# Michelle Kwan
Michelle Wingshan Kwan (en chino tradicional, 關穎珊; en chino simplificado, 关颖珊; pinyin, Guān Yǐngshān; Torrance, California, 7 de julio de 1980) es una patinadora artística estadounidense. 
En su trayectoria deportiva ha obtenido dos medallas en los Juegos Olímpicos (plata en 1998 y bronce en 2002), campeona del mundo en cinco ocasiones (1996, 1998, 2000, 2001 y 2003) y nueve veces en el Campeonato de patinaje sobre hielo de Estados Unidos (1996 y de 1998 a 2005)
Kwan ha competido en un alto nivel durante una década y es la patinadora que más premios ha recogido en la historia estadounidense. Es conocida por su consistencia y expresividad en la pista de patinaje en el hielo a la par que considerada una de las mejores patinadoras de todos los tiempos.
Durante más de una década, Kwan ha sido considerada una de las atletas femeninas más populares del país, prueba de ello son los podios, incluso después de haberse retirado.

## Carrera

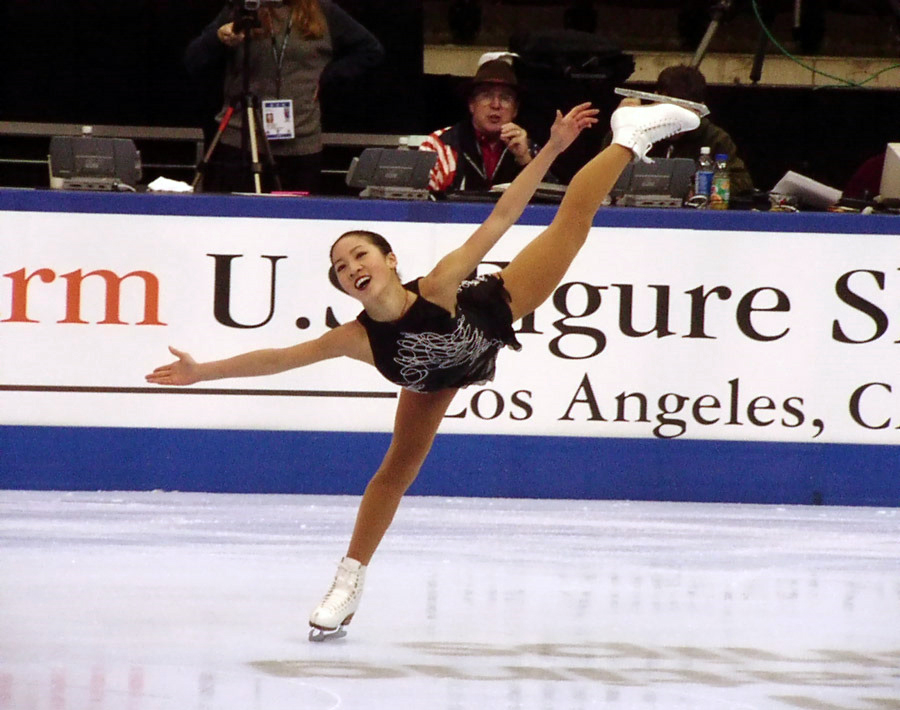
Michelle Kwan realizando su característica espiral en una sesión de entrenamiento en los Campeonatos de Patinaje Artístico de Estados Unidos de 2002

Kwan ganó cinco Campeonatos del Mundo de Patinaje Artístico (1996, 1998, 2000, 2001, 2003), empatando con Carol Heiss (1956-1960) por el mayor número de títulos mundiales de un estadounidense. Las nueve medallas mundiales de Kwan son el récord de todos los tiempos para una patinadora estadounidense en cualquier disciplina. La única patinadora individual femenina con más títulos o medallas mundiales es Sonia Henie de Noruega. Kwan ganó nueve Campeonatos de Patinaje de Estados Unidos (1996, 1998-2005), empatando el récord de victorias establecido por Maribel Vinson-Owen (1928-1933, 1935-1937). Posee el récord de títulos estadounidenses consecutivos (ocho) y de medallas consecutivas en el Campeonato de Estados Unidos (doce). También obtuvo la medalla de plata en los Olimpiadas de Nagano de 1998 y la medalla de bronce en los Olimpiadas de Salt Lake City de 2002. Kwan ha recibido un total combinado de 57 marcas perfectas (6,0) en las principales competiciones, el récord en individuales bajo el antiguo sistema de puntuación de 6,0.

### Competencia temprana
En 1991, Michelle Kwan y su hermana Karen comenzaron a entrenar con Frank Carroll en Lake Arrowhead, California. Tras un año de entrenamiento con Carroll, Michelle, de 11 años, quedó en noveno lugar en el nivel junior de los Campeonatos de Patinaje Artístico de Estados Unidos. A los 12 años, en 1992, Michelle pasó la prueba de oro para convertirse en patinadora artística de nivel senior, a pesar de la desaprobación de su entrenador. En 1993, Kwan quedó sexta en su primer campeonato estadounidense senior. La temporada siguiente, ganó el Campeonato Mundial Junior de Patinaje Artístico 1994.
En 1994, Kwan quedó en segundo lugar tras Tonya Harding en los Campeonatos de Estados Unidos, lo que normalmente la habría colocado en el equipo de Estados Unidos para los Juegos Olímpicos de 1994 en Lillehammer, Noruega. En su lugar, esa plaza fue para la campeona nacional de 1993, Nancy Kerrigan, que había sido apartada por un[escándalo de los Juegos Olímpicos de Invierno de 1994 por agresión (que finalmente se relacionó con el ex marido de Harding Jeff Gillooly) tras una sesión de entrenamiento en esos campeonatos. Kwan, de 13 años, fue a Noruega como suplente, pero no compitió. Kerrigan y Harding abandonaron la competición elegible antes de los Campeonatos del Mundo de 1994. Debido a esto (y a que su compañera de equipo Nicole Bobek no superó la ronda de clasificación), Kwan tuvo la responsabilidad de asegurar dos inscripciones para Estados Unidos en los Campeonatos Mundiales de 1995 situándose entre los diez primeros. Kwan cometió un error inusual en el programa corto y quedó undécima en esa parte de la competición, pero patinó un sólido programa de estilo libre y terminó octava en la general.
En los Campeonatos de Estados Unidos de 1995, Nicole Bobek ganó la medalla de oro, mientras que Kwan volvió a quedar en segundo lugar tras tener problemas con su salto lutz tanto en el programa corto como en el patinaje libre. En los Campeonatos Mundiales de 1995, quedó quinta en la parte del programa corto de la competición con una actuación limpia. Realizó siete saltos triples en su actuación de patinaje libre y quedó tercera en esa parte de la competición. Terminó cuarta en la clasificación general.

### Desarrollo artístico y Juegos Olímpicos de 1998
Michelle comenzó a desarrollar un estilo más maduro en 1996. Sus nuevos programas, más expresivos artísticamente, fueron "Romanza" (programa corto) y "Salomé" (patinaje libre). También mejoró su extensión, velocidad y técnica de salto, y realizó coreografías más difíciles. En 1996 ganó el Campeonato de Estados Unidos y el Campeonato del Mundo. En este último evento, superó a la campeona defensora Chen Lu en una competición muy reñida en la que ambas competidoras obtuvieron dos 6,0 perfectos por Presentación  en el patinaje libre.
En la temporada 1996-97, Kwan patinó con "Dream of Desdemona" (programa corto) y "Taj Mahal" (patinaje libre). Durante esta temporada, Kwan tuvo problemas con sus saltos debido a un estirón y a problemas con las nuevas botas de patinaje que usaba por un contrato de promoción con el fabricante. Se cayó dos veces y tropezó una vez en su patinaje libre en los Nacionales de Estados Unidos de 1997, perdiendo el título ante Tara Lipinski. Perdió la Final de la Serie de Campeones ante Lipinski un mes después.En los Campeonatos del Mundo, Kwan abandonó su combinación de triple lutz y quedó en cuarto lugar en la parte del programa corto de la competición, por detrás de Lipinski, la francesa Vanessa Gusmeroli y la rusa Maria Butyrskaya. Kwan realizó una actuación de seis triples sin errores para ganar la parte de estilo libre de la competición, pero quedó en segundo lugar tras Lipinski en la general.
Kwan comenzó la temporada olímpica 1997-1998 ganando Skate America (donde derrotó a Tara Lipinski) y luego Skate Canada International. Sin embargo, sufrió una fractura por estrés en el pie y se vio obligada a retirarse de su tercera Final de las Champions Series. Kwan recuperó el título estadounidense de manos de Lipinski en los Campeonatos Nacionales de 1998, a pesar de su fractura en el dedo del pie. Mucha gente considera que sus actuaciones en el programa corto de Rajmáninov y en el patinaje libre sobre "Lyra Angelica" de William Alwyn en los Campeonatos de Estados Unidos de 1998 son el punto álgido de su carrera, tanto desde el punto de vista técnico como artístico. Las actuaciones le valieron quince 6,0s perfectos y dejaron a dos jueces en lágrimas.
Kwan y Lipinski eran cofavoritas para ganar los Juegos Olímpicos de 1998 en Nagano, Japón. Kwan quedó en primer lugar en la parte del Programa Corto de la competición, obteniendo ocho votos de primer lugar de entre nueve jueces. En el patinaje libre, Kwan realizó una actuación limpia de 7 triples, pero quedó por detrás de Lipinski, que también hizo 7 triples, incluyendo una combinación de triple bucle/triple bucle y un triple bucle/medio bucle/Triple Salchow. Kwan acabó ganando la medalla de plata, mientras que la medalla de oro fue para Tara Lipinski y la de bronce para Chen Lu.
Lipinski y Chen se retiraron del patinaje de competición poco después de las Olimpiadas, mientras que Kwan llegó a ganar el Campeonato Mundial de 1998 en Minneapolis.

### De 1998 a los Juegos Olímpicos de 2002

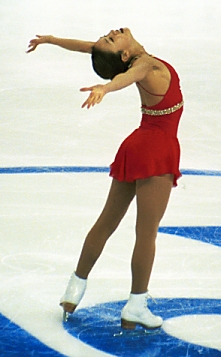
Kwan completando su Scheherazade programa largo en la Final del Gran Premio de Patinaje Artístico 2001-02 en Ontario, Canadá

Kwan continuó compitiendo como patinadora elegible en la temporada 1998-99, aunque pasó por alto la temporada del Gran Premio de otoño y en su lugar optó por patinar en una serie de eventos pro-am hechos para la televisión. Sus programas de competición "regulares" de esa temporada fueron "Fate of Carmen" (programa corto) y "Lamento D'Ariane" (patinaje libre). Kwan ganó su tercer título nacional en los Campeonatos de Estados Unidos de 1999, compitiendo contra un grupo débil. En los Campeonatos del Mundo de 1999, Kwan no patinó lo mejor posible, y quedó en segundo lugar por detrás de la competidora rusa Maria Butyrskaya.
La victoria de Kwan en los Nacionales de Estados Unidos de 2000 fue controvertida para algunos. Fue criticada por planificar un salto en solitario más fácil en su programa corto que algunas de sus competidoras (un triple toe loop en lugar de un triple flip), y cayó en este elemento en la competición. No obstante, los jueces la colocaron en tercer lugar en ese segmento, por detrás de las aspirantes más jóvenes Sasha Cohen y Sarah Hughes; sin embargo, la colocación la mantuvo en la lucha por el título. Finalmente, ganó el patinaje libre con la mejor actuación de la noche, obteniendo 8 de los 9 primeros puestos.. En los Campeonatos del Mundo de 2000, Kwan volvió a quedar en tercer lugar tras el programa corto, por detrás de Maria Butyrskaya e Irina Slutskaya. En su patinaje libre, Kwan realizó siete saltos triples, incluyendo una combinación de triple toe loop/triple toe loop, y ganó ese segmento de la competición. Butyrskaya perdió su ventaja al terminar tercera por detrás de Slutskaya en el patinaje libre, lo que permitió a Kwan ganar también el título general.
Durante la temporada 2000-2001, Kwan empezó a trabajar con la famosa diseñadora (y ex patinadora artística) Vera Wang, que diseñó la mayoría de sus trajes de competición y exhibición durante los seis años siguientes. Kwan fue la segunda patinadora artística para la que diseñó Wang, después de Nancy Kerrigan. En los campeonatos nacionales de ese año, Kwan volvió a ganar el título, recibiendo el primer puesto de los 9 jueces tanto en el programa corto como en el patinaje libre. En los Campeonatos del Mundo de 2001, Kwan fue segunda por detrás de Slutskaya en el programa corto. Kwan ganó el título con su patinaje libre "Song of the Black Swan", ejecutando 7 triples, incluyendo una combinación de triple toe loop/triple toe loop.
Kwan y Carroll decidieron poner fin a su relación como entrenadores dos días antes del comienzo de la competición 2001 Skate America. En las entrevistas, Kwan dijo que necesitaba "asumir la responsabilidad" de su patinaje. Sin entrenador, Kwan llegó a los Campeonatos de Estados Unidos de 2002 en Los Ángeles en medio del escrutinio de los medios de comunicación sobre su separación con Carroll y las inconsistencias de su temporada. Kwan ganó la competición con un programa corto de Rajmáninov renovado y un nuevo programa de "Scheherazade" para su patinaje libre, asegurándose una plaza en el equipo olímpico de los Juegos de Invierno de 2002. La acompañaron en el equipo Sasha Cohen (segunda) y Sarah Hughes (tercera). La joven Kwan, de 21 años, y la rusa Irina Slutskaya eran las favoritas para ganar el oro. Kwan lideraba tras el programa corto, seguida de Slutskaya, Cohen y Hughes. En el patinaje libre, Kwan cometió un error en su combinación de triple toe loop y se cayó en su triple flip, mientras que Sarah Hughes patinó un programa limpio. Kwan ganó la medalla de bronce por detrás de Hughes y Slutskaya. El último evento de Kwan de la temporada fue el 2002 Worlds, donde ganó la medalla de plata por detrás de Slutskaya.

### 2002-2006

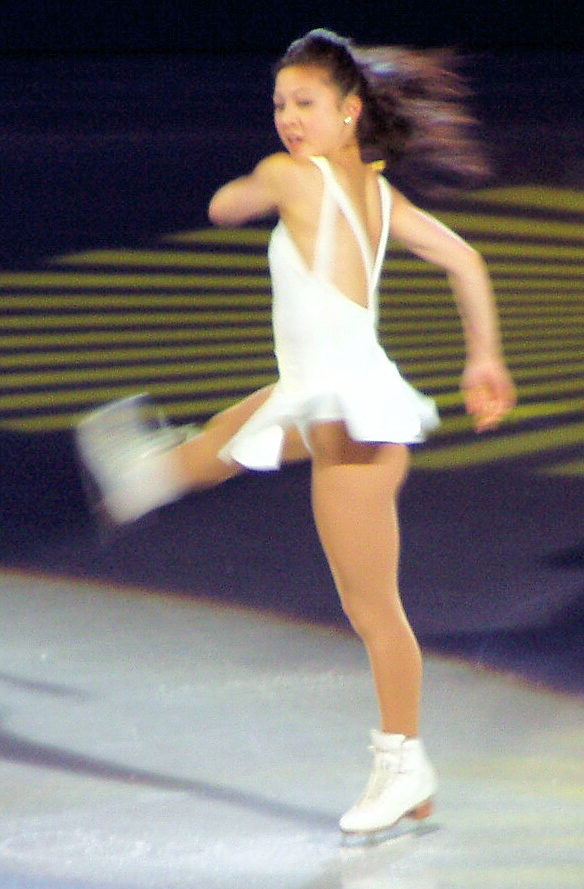
Kwan patinando al ritmo de "Fallin'" en los Campeonatos Mundiales de Patinaje Artístico 2004 en Dortmund, Alemania.

Kwan comenzó a trabajar con el entrenador Scott Williams en el verano de 2002. Continuó compitiendo en el circuito de elegibilidad olímpica, aunque de forma más limitada. Durante las temporadas de otoño de 2002 a 2004, Kwan compitió en un solo evento del Grand Prix, el Skate America en otoño de 2002, en el que participó como sustituta de última hora. Ganó la prueba y se clasificó para la final del Gran Premio de Patinaje Artístico, pero decidió no competir en ella. Kwan optó por no competir en las pruebas del Gran Premio en las temporadas de 2003 y 2004, en las que se utilizaba el nuevo sistema de arbitraje. Kwan ganó todas las fases de todas las competiciones a las que se presentó en la temporada competitiva 2002-2003 con sus programas: "The Feeling Begins" de Peter Gabriel de La última tentación de Cristo (programa corto) y "Concierto de Aranjuez" (patinaje libre). Volvió a ganar el Campeonato de Estados Unidos y recuperó su título mundial.
En otoño de 2003, contrató al conocido técnico Rafael Arutyunyan como entrenador, con quien intentó aumentar la dificultad técnica de sus programas y perfeccionar su técnica de salto. En la temporada de competición 2003-2004, volvió a patinar con "The Feeling Begins" en su programa corto, y con "Tosca" de Puccini en su programa largo. De nuevo, Kwan ganó el Campeonato de Estados Unidos, obteniendo otros siete 6,0 en su presentación durante el patinaje libre. En los Campeonatos Mundiales de 2004, tras una difícil ronda de clasificación, Kwan fue penalizada en su programa corto por pasarse dos segundos del tiempo límite. Esto hizo que quedara en cuarto lugar en el programa largo, por detrás de la estadounidense Sasha Cohen, la japonesa Shizuka Arakawa y Miki Ando. Kwan patinó una actuación limpia con cinco triples y recibió la última puntuación de 6,0 otorgada en el Campeonato del Mundo. Quedó en segundo lugar en la parte de patinaje libre (le faltó un juez para ganar el patinaje libre) y se situó en tercer lugar en la general, por detrás de Arakawa (que realizó siete triples, incluyendo dos combinaciones de triples) y Cohen.
En la temporada de competición 2004-2005, Kwan patinó su programa largo con "Boléro", coreografiado por el bailarín británico Christopher Dean, que había patinado con la música de Jayne Torvill dos décadas antes, y estrenó un nuevo programa corto, "Adagio" del ballet de Aram Khachaturian Spartacus. En los Campeonatos de Estados Unidos, ganó su noveno título, empatando el récord de todos los tiempos establecido previamente por Maribel Vinson-Owen. Vinson-Owen había entrenado a Frank Carroll, que a su vez entrenó a Kwan. En el Campeonato Mundial de 2005, Kwan compitió por primera vez con el nuevo sistema de arbitraje. Tuvo una ronda de clasificación difícil y quedó tercera en el programa corto. En el patinaje libre, Kwan se cayó en su triple salchow y en un triple lutz. Aunque terminó tercera en la parte del programa corto y largo de la competición, Kwan fue superada por Carolina Kostner para la medalla de bronce y terminó cuarta en la general, perdiendo el tercer puesto por 0,37 puntos. Era la primera vez desde 1995 que Kwan no conseguía una medalla en una competición internacional, y sería su última competición.

#### 2006 Juegos Olímpicos

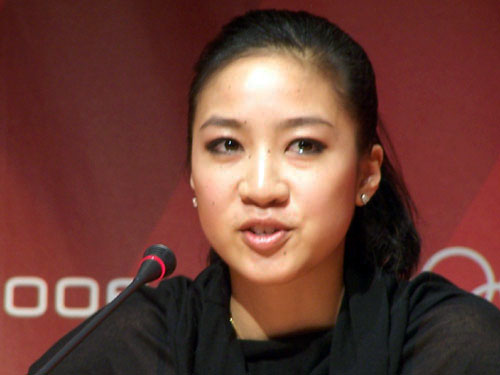
Kwan anunciando su retirada de los Juegos Olímpicos de Invierno 2006 en Torino, Italia, 12 de febrero de 2006

Kwan consideró los Mundiales de 2005 como una experiencia de aprendizaje en el Sistema de arbitraje de la ISU. Siguió entrenando y declaró que intentaría clasificarse para el 2006 en Turín, Italia. Sin embargo, tras una lesión de cadera, se vio obligada a retirarse de las tres competiciones que tenía previstas en otoño de 2005. Kwan patinó su nuevo programa corto ("Totentanz") en un evento realizado para la televisión en diciembre de 2005, pero su actuación estuvo muy por debajo de su nivel habitual. El 4 de enero de 2006, Kwan se retiró de los Campeonatos de Patinaje Artístico de EE. UU. por una lesión abdominal sufrida en diciembre de 2005. Una semana más tarde, presentó una petición a la USFSA para obtener una exención médica que le permitiera formar parte del equipo olímpico de patinaje artístico de 2006. El 14 de enero de 2006, después del evento de patinaje artístico femenino de Estados Unidos, el Comité Internacional de la USFSA se reunió y, en una votación de 20 a 3, aprobó la petición de Kwan con la condición de que mostrara su preparación física y competitiva a un panel de control de cinco miembros antes del 27 de enero.
Kwan realizó sus programas largo y corto para el panel en el día estipulado, y su puesto en el equipo olímpico quedó establecido, ya que el panel consideró que estaba en condiciones de competir. Sin embargo, el 12 de febrero de 2006, el Comité Olímpico de Estados Unidos anunció que Kwan se había retirado de los Juegos tras sufrir una nueva lesión en la ingle en su primer entrenamiento en Turín. Kwan comentó que "respetaba demasiado los Juegos Olímpicos como para competir". El comité organizador de Turín aceptó la solicitud del USOC para Emily Hughes (que había quedado tercera en los Campeonatos de Estados Unidos) para competir como sustituta de Kwan.
Tras su retirada del equipo olímpico, Kwan rechazó una oferta para quedarse en Turín como comentarista de patinaje artístico para NBC Sports. Durante una entrevista con Bob Costas y Scott Hamilton, Kwan dijo que aún no se retiraba.
Kwan se sometió a una cirugía artroscópica electiva en agosto de 2006 para reparar un desgarro en el labrum de su cadera derecha, una antigua lesión que se remonta a 2002. Según Kwan, la cirugía le permitió patinar sin dolor por primera vez en cuatro años.

### Después de 2006
Kwan no compitió durante la temporada de patinaje artístico 2006-2007.
Kwan dijo a Associated Press en octubre de 2007 que decidiría en 2009 si pensaba competir en los Juegos Olímpicos de Invierno de 2010, pero finalmente decidió no hacerlo, centrándose en cambio en los estudios de posgrado. Ha dicho "Representar a los Estados Unidos como enviada de diplomacia pública estadounidense los últimos tres años ha sido muy gratificante, y quiero hacer más." Después de graduarse en la Universidad de Denver en 2009, Kwan dijo "Continuar mi educación me acercará a ese objetivo, y no quiero esperar más para continuar el viaje".
El 17 de febrero de 2010, Kwan declaró a ABC News en una entrevista que continuaba sus estudios como estudiante de posgrado en la Fletcher School of Law and Diplomacy de la Universidad de Tufts, además de continuar con su trabajo como enviada de diplomacia pública. Kwan también dijo que sería comentarista de Good Morning America en los Juegos Olímpicos de Invierno de 2010.
En agosto de 2009, Kwan hizo su primera aparición sobre el hielo en varios años, actuando en Ice All Stars, un espectáculo encabezado por la campeona mundial surcoreana Yuna Kim en Seúl, Corea del Sur. Kim consideraba a Kwan su ídolo de la infancia. Kwan también apareció más tarde en los espectáculos de Kim All That Skate en Corea del Sur y Los Ángeles.
Fue elegida como invitada de honor para ayudar a inaugurar una nueva pista de patinaje sintética en el complejo turístico Marina Bay Sands de Singapur en diciembre de 2010, donde interpretó una rutina modificada de "Winter Song", un programa que coreografió ella misma con su hermana. Volvió a Singapur un mes después como enviada de diplomacia pública para conocer a los estudiantes locales y promover el patinaje sobre hielo en el país tropical.
Desde 2008, Kwan es miembro de la organización chino-estadounidense Comité de los 100. En 2014, Kwan se unió a Fox Sports 1 para su retransmisión de las Olimpiadas de Invierno.